# بوب مكدونالد (سياسي)
بوب مكدونالد هو سياسي كندي، ولد في 26 سبتمبر 1931 في هاميلتون في كندا، وتوفي في 9 يونيو 2002. حزبياً، نشط في الحزب الكندي التقدمي المحافظ. وقد انتخب عضو مجلس العموم الكندي.